# Sambòdrom Marquès de Sapucaí
El Sambòdrom Marquès de Sapucaí (Sambódromo da Marquês de Sapucaí, en portuguès brasiler), també conegut com Sambòdrom de Rio de Janeiro i oficialment denominat Passarel·la Professor Darcy Ribeiro, és un sambòdrom localitzat en l'Avinguda Marquès de Sapucaí, en el centre de la ciutat de Rio de Janeiro, al Brasil. Inaugurat l'any 1984, el recinte dissenyat per Oscar Niemeyer és l'escenari del festival popular més famós del Brasil, la Desfilada de les escoles de samba de Rio de Janeiro, que es realitza anualment durant la setmana de Carnaval. Des de 2021, el Sambòdrom forma part dels béns protegits per l'Institut del Patrimoni Històric i Artístic Nacional.
La seva estructura, en mòduls prefabricats de formigó, mesura prop de 700 metres de llargada i té capacitat per 72.500 persones. La major part del complex se situa en el barri Centro de Rio, tret del tram final - després de travessar l'Avinguda Salvador de Sá, que pertany al barri Cidade Nova.

## Història

### L'equipament

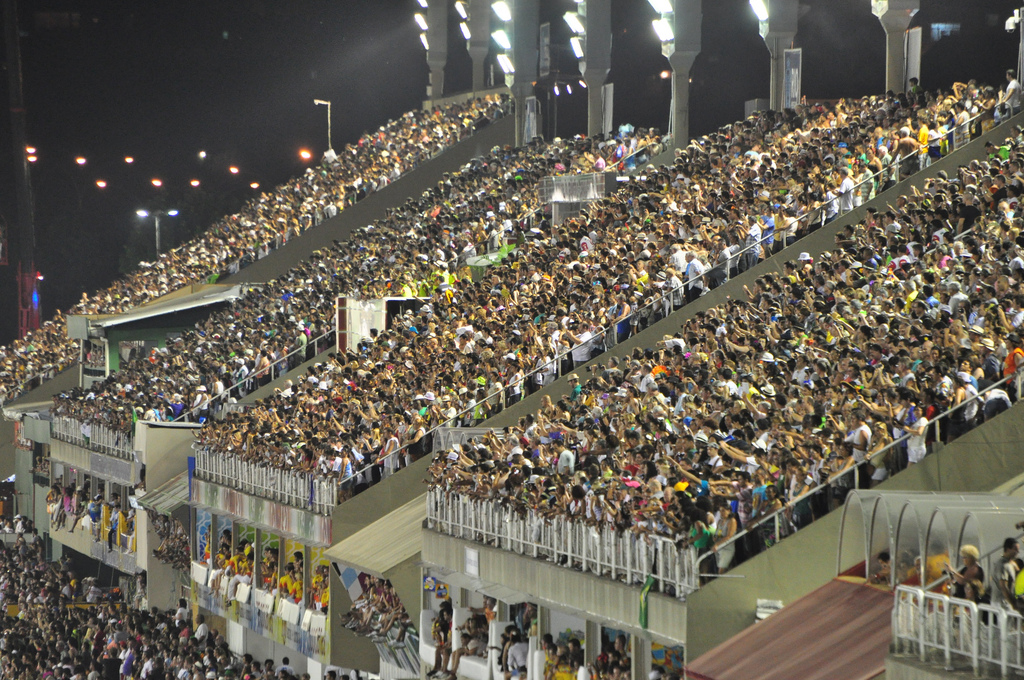
Les arquibancadas plenes de gom a gom.

El seu projecte, autoria de l'arquitecte Oscar Niemeyer, va ser implantat durant el primer govern fluminense de Leonel Brizola (1983-1987). Aquest pretenia dotar la ciutat d'un equipament urbà permanent per a la exhibició del tradicional espectacle de la desfilada de les escoles de samba del Carnaval. L'obra, que va durar 120 dies, va ser coordinada per l'enginyer José Carlos Sussekind i per l'arquitecte João Otávio Brizola, segon dels tres fills de Leonel.
Inaugurat el 1984, amb el nom oficial d'"Avinguda de les Desfiliades", va marcar l'inici del sistema de desfilades de les agremiacions en dues nits, en comptes de celebrar-se en una única nit, com era el costum fins llavors. Posteriorment, el seu nom oficial va canviar a "Passarel·la del Samba" i, finalment, a partir del 18 de febrer de 1987, el seu nom va passar a ser l'actual: Passarela Professor Darcy Ribeiro, en homenatge al principal mentor de l'obra, el vicegovernador Darcy Ribeiro. Popularment, l'obra és més coneguda com Sambódromo, que va ser un terme encunyat pel mateix Ribeiro, eminent antropòleg i sociòleg, a partir de la unió de "samba" amb el sufix d'origen grec "-dromo", que significa "camí, via".
El Sambòdrom, com a espai d'espectacle, va ser analitzat en una tesi doctoral, on s'indica que «la desfilada en el Sambòdrom és l'esdeveniment carnavalesc més important de Rio de Janeiro, no només perquè és el més difós, sinó perquè gradualment s'ha anat transformant en un espectacle molt elaborat, eclipsant tota la resta». Aquest procés de millora s'ha degut, en gran part, gràcies a les millorades instal·lacions a disposició de les agremiacions durant el concurs.

### Retransmissions per TV
Fins 1983, la retransmissió del concurs de les escoles de samba de Rio havia recaigut a la Rede Globo. Però, l'any següent, quan es va estrenar el Sambòdrom, Rede Manchete va ser-ne l'encarregada. Les audiències de la Globo es van esfondrar durant el pont de Carnestoltes, fins al punt que la direcció de la cadena va decidir recuperar els drets per l'any següent i mai més l'han deixat de retransmetre.

### Reforma de 2011-2012

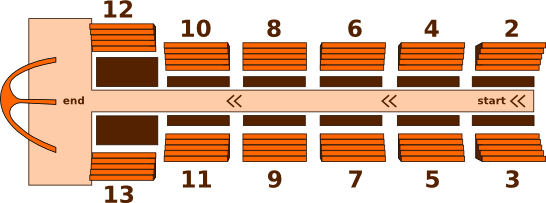
Esquema de la passarel·la i les grades.

En els terrenys on es va construir el Sambòdrom hi havia una antiga fàbrica de cervesa, la més antiga de la marca Brahma, que no va poder ser enderrocada al formar part del patrimoni arquitectònic de la ciutat. Niemeyer, doncs, va haver de modificar el projecte i, on era la fàbrica, no va poder aixecar graderies, si no que hi va instal·lar unes cabines.
Després d'un polèmic acord entre la propietària de la fàbrica i l'ajuntament, l'any 2011 es va demolir l'edifici. El 5 de juny es van iniciar les tasques d'enderroc de les cabines de l'antic Sector 2 i es van construir les graderies previstes per l'arquitecte carioca. D'aquesta manera, la passarel·la va passar a ser quasi totalment simètrica, a excepció del primer sector. Un cop finalitzades les obres, la capacitat del Sambòdrom va augmentar de 60.000 a 72.500 espectadors.

### Administració
Amb la crisi econòmica viscuda per l'Ajuntament de Rio, l'alcalde Marcelo Crivella va anunciar la cessió de la gestió del Sambòdrom al governador Wilson Witzel, de tal manera que el Govern de l'Estat de Rio de Janeiro assumiria el cost de diverses millores estructurals. No obstant, degut a la burocràcia i a diverses desavinences entre totes dues institucions, Crivella va decidir donar marxa enrere i, almenys fins al 2020, l'ajuntament continuaria administrant l'equipament.

## Altres esdeveniments

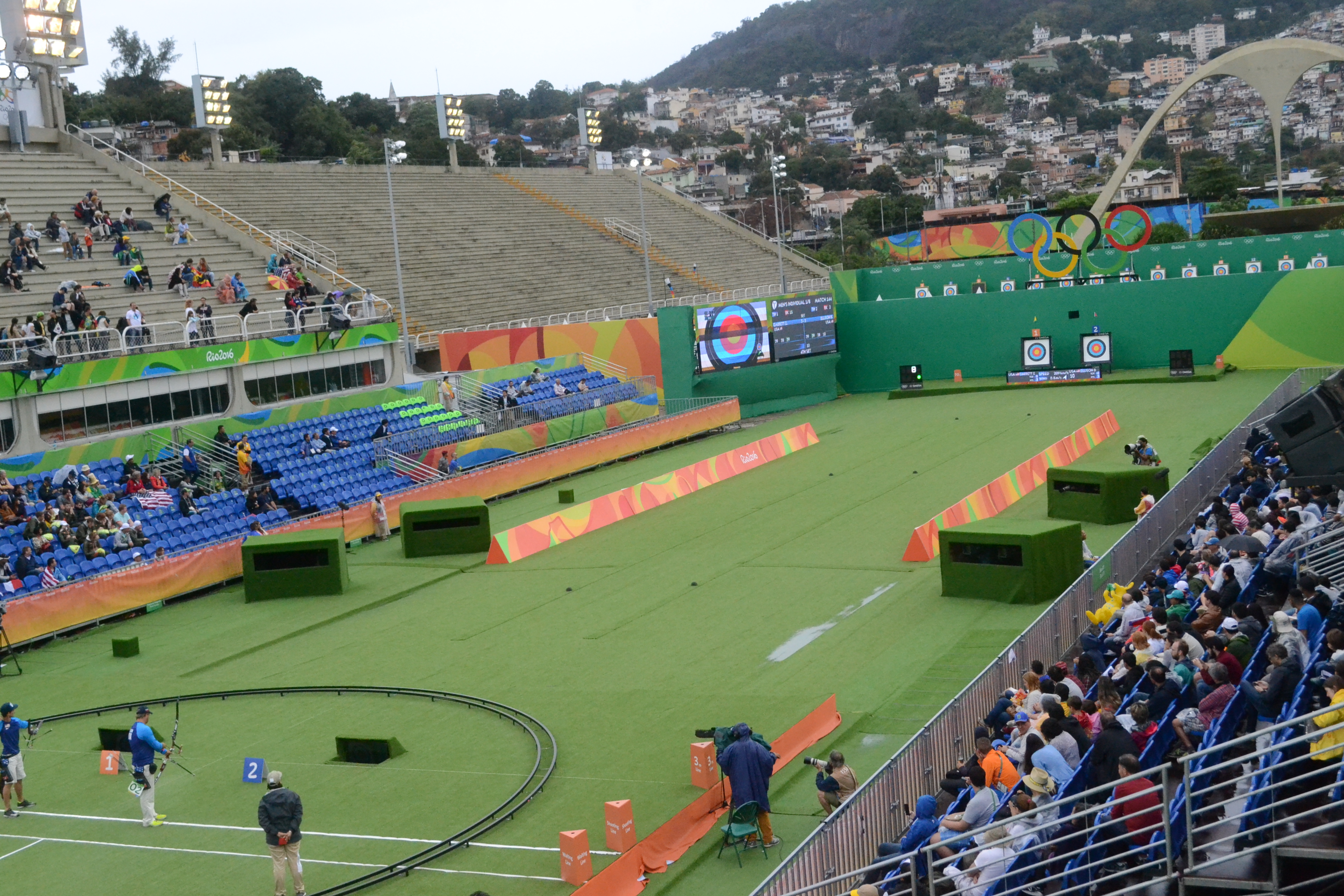
Competició de tir amb arc durant els Jocs Olímpics d'Estiu de 2016.

A més d'acollir les desfilades de Carnaval, la Darcy Ribeiro ha sigut l'escenari dels més diversos esdeveniments, com concerts de música, cultes evangèlics, exhibicions de motociclisme, espectacles d'òpera o competicions d'skate.
El 2021, el Sambòdrom de Rio de Janeiro va convertir-se en un "vacunòdrom" on s'administrà a la població la vacuna contra el coronavirus.

### Jocs Olímpics d'Estiu de 2016
El 2016, la passarel·la va acollir la competició de tir amb arc i l'arribada de la marató durant els Jocs Olímpics d'Estiu de 2016. La reforma duta a terme el 2011 va estar vinculada també a la necessitat d'adaptar el recinte per poder rebre aquestes importants cites.